# Weingartner
Weingartner ist ein deutscher Familienname.

## Herkunft und Bedeutung
Weingartner ist ein in Tirol gebräuchlicher Berufsname und bezieht sich auf den Weinbauer, Winzer, Weinhändler oder Weinschenk.

## Varianten
- Wein, Weinbauer, Weinbörner, Weinbrenner, Weingärtner, Weinmann, Weinmeister, Weinhauer, Hauer, Weinmeyer, Weinschenk, Weinschenck

## Namensträger
- Albert Weingartner (* 1951), deutscher Politiker (FDP)
- Anton Weingartner (Bauingenieur) (1786–1871), Schweizer Kantonsbauinspektor und Lithograf
- Anton Weingartner (Holzstecher) (1807–1867), Schweizer Holzschneider, Lithografie-Zeichner und Maler
- Carmen Weingartner-Studer (1908–1987), Schweizer Redaktorin, Dirigentin, Präsidentin der Religiös-sozialen Vereinigung und Publizistin
- Felix Weingartner (1863–1942), österreichischer Dirigent, neuromantischer Komponist, Pianist und Schriftsteller
- Gabriele Weingartner (* 1948), deutsche Journalistin und Autorin
- Hans Weingartner (* 1970), österreichischer Autor, Filmregisseur und Filmproduzent
- Hans Martin Weingartner (1929–2014), US-amerikanischer Finanzwissenschaftler
- Heinrich Weingartner (* 1939), österreichischer Karambolagespieler
- Herbert Weingartner (* 1954), österreichischer Geograph
- Irene Weingartner (* 1971), zeitgenössische Künstlerin
- Josef Weingartner (1885–1957), österreichischer katholischer Geistlicher, Kunsthistoriker und Denkmalpfleger
- Joseph Weingartner (1810–1884), Schweizer Porträt- und Miniaturmaler sowie Lithograf
- Josephus Benjamin Weingartner (1803–1885), niederländischer Maler und Zeichenlehrer
- Katharina Weingartner (* 1964), österreichische Regisseurin und Autorin
- Manuel Weingartner (* 1987), Schweizer Comedyautor
- Michael P. Weingartner (1917–1996), deutscher Kunst- und Kirchenmaler
- Michaela Weingartner (* 1990), deutsche Theaterschauspielerin
- Paul Weingartner (* 1931), österreichischer Wissenschaftstheoretiker
- Peter Weingartner (* 1954), Schweizer Schriftsteller und Hörspielautor
- Rudolph H. Weingartner (1927–2020), US-amerikanischer Philosoph deutscher Herkunft
- Seraphin Xaver Weingartner (1844–1919), Schweizer Fassaden- und Wandmaler
- Thomas Weingartner (* 1976), österreichischer Drehbuchautor
- Wendelin Weingartner (* 1937), österreichischer Politiker (ÖVP), von 1993 bis 2002 Landeshauptmann von Tirol